# Федеральная служба по финансовому мониторингу
Федеральная служба по финансовому мониторингу Российской Федерации (Росфинмониторинг) — федеральный орган исполнительной власти, осуществляющий функции по противодействию легализации (отмыванию) доходов, полученных преступным путём, финансированию терроризма, экстремистской деятельности и финансированию распространения оружия массового уничтожения, по выработке государственной политики и нормативно-правовому регулированию в этой сфере, по координации соответствующей деятельности федеральных органов исполнительной власти, других государственных органов и организаций, а также функции национального центра по оценке угроз национальной безопасности, возникающих в результате совершения операций (сделок) с денежными средствами или иным имуществом, и по выработке мер противодействия этим угрозам.
Росфинмониторинг является главным подразделением финансовой разведки в России и от имени России участвует в деятельности Евразийской группы по противодействию легализации преступных доходов и финансированию терроризма (ЕАГ), Комитета экспертов Совета Европы по оценке мер борьбы с отмыванием денег и финансированием терроризма (МАНИВЭЛ), Азиатско-Тихоокеанской группы по борьбе с отмыванием денег (АТГ), а также Группы подразделений финансовой разведки «Эгмонт».

## История
Указом Президента Российской Федерации от 1 ноября 2001 года № 1263 «Об уполномоченном органе по противодействию легализации (отмыванию) доходов, полученных преступным путём» был создан Комитет Российской Федерации по финансовому мониторингу (КФМ России), который приступил к выполнению возложенных на него задач с 1 февраля 2002 года.
После принятия в сентябре 2002 года поправок в Федеральный закон «О противодействии легализации (отмыванию) доходов, полученных преступным путём, и финансированию терроризма» функции КФМ России были расширены вопросами противодействия финансированию терроризма.
Одной из задач КФМ было улучшение имиджа России в международном сообществе: Россия в тот момент была в «чёрном списке» ФАТФ — межправительственной организации по противодействию отмыванию преступных доходов. Усилиями КФМ в октябре 2002 года Россия была выведена из «чёрного списка», а в июне 2003 года стала членом ФАТФ. 24 февраля 2023 года ФАТФ выпустила публикацию, где сообщается что организация приняла решение о приостановке членства Российской Федерации, в связи с полномасштабным военным вторжением Российской Федерации в Украину 
Указом Президента Российской Федерации от 9 марта 2004 года № 314 «О системе и структуре федеральных органов исполнительной власти» КФМ России преобразован в Федеральную службу по финансовому мониторингу (Росфинмониторинг).
До сентября 2007 года Федеральная служба по финансовому мониторингу находилась в ведении Министерства финансов Российской Федерации.
В соответствии с Указом Президента Российской Федерации от 24 сентября 2007 года № 1274 «Вопросы структуры федеральных органов исполнительной власти» руководство деятельностью Федеральной службы по финансовому мониторингу осуществляет Правительство Российской Федерации.
Согласно Указу Президента Российской Федерации от 21 мая 2012 года № 636 «О структуре федеральных органов исполнительной власти» руководство деятельностью Федеральной службы по финансовому мониторингу осуществляет Президент Российской Федерации.

## Деятельность
Федеральная служба по финансовому мониторингу осуществляет следующие полномочия:
- осуществляет контроль за выполнением юридическими и физическими лицами законодательства Российской Федерации о противодействии легализации (отмыванию) доходов, полученных преступным путем, и финансированию терроризма посредством проведения проверок и принятия необходимых мер по устранению последствий выявленных нарушений, а также привлечение к ответственности юридических и физических лиц, допустивших нарушение законодательства Российской Федерации в этой сфере;
- выдает организациям, осуществляющим операции (сделки) с денежными средствами или иным имуществом, и индивидуальным предпринимателям, указанным в статье 5 Федерального закона от 7 августа 2001 г. N 115-ФЗ «О противодействии легализации (отмыванию) доходов, полученных преступным путем, и финансированию терроризма» (далее — индивидуальные предприниматели), в сфере деятельности которых отсутствуют надзорные органы, предписания об устранении выявленных нарушений законодательства Российской Федерации о противодействии легализации (отмыванию) доходов, полученных преступным путем, и финансированию терроризма;
- вносит Президенту Российской Федерации и в Правительство Российской Федерации проекты федеральных законов, актов Президента Российской Федерации и Правительства Российской Федерации, других документов по вопросам, относящимся к установленной сфере деятельности;
- принимает нормативные правовые акты по вопросам, относящимся к установленной сфере деятельности;
- осуществляет сбор, обработку и анализ информации об операциях (сделках) с денежными средствами или иным имуществом, подлежащих контролю в соответствии с законодательством Российской Федерации, а также иной направляемой в Росфинмониторинг информации;
- участвует в противодействии коррупции в соответствии с законодательством Российской Федерации;
- осуществляет в установленном им порядке проверку информации об операциях (сделках) с денежными средствами или иным имуществом в целях выявления операций (сделок), связанных с легализацией (отмыванием) доходов, полученных преступным путем, или финансированием терроризма;
- запрашивает и получает в установленном порядке информацию об операциях (сделках) клиентов и о бенефициарных владельцах клиентов организаций, осуществляющих операции (сделки) с денежными средствами или иным имуществом, и индивидуальных предпринимателей, а также информацию о движении средств по счетам (вкладам) клиентов кредитных организаций;
- выявляет признаки, свидетельствующие о том, что операция (сделка) с денежными средствами или иным имуществом связана с легализацией (отмыванием) доходов, полученных преступным путём, или финансированием терроризма;
- осуществляет в соответствии с законодательством Российской Федерации контроль за операциями (сделками) с денежными средствами или иным имуществом;
- получает в установленном порядке от федеральных органов государственной власти, Пенсионного фонда Российской Федерации, Фонда социального страхования Российской Федерации, Федерального фонда обязательного медицинского страхования, государственных корпораций и иных организаций, созданных Российской Федерацией на основании федеральных законов, организаций, созданных для выполнения задач, поставленных перед федеральными государственными органами, от органов государственной власти субъектов Российской Федерации, органов местного самоуправления и Центрального банка Российской Федерации информацию по вопросам, относящимся к установленной сфере деятельности, за исключением информации о частной жизни граждан;
- осуществляет оценку угроз национальной безопасности, возникающих в результате совершения операций (сделок) с денежными средствами или иным имуществом, представляет Президенту Российской Федерации ежегодный доклад о таких угрозах и мерах по их нейтрализации;
- разрабатывает и реализует во взаимодействии с федеральными органами исполнительной власти, другими государственными органами и организациями меры, направленные на предупреждение, выявление и пресечение незаконных финансовых операций;
- информирует федеральные органы исполнительной власти, органы исполнительной власти субъектов Российской Федерации, другие государственные органы и организации об угрозах национальной безопасности, которые возникают в результате совершения операций (сделок) с денежными средствами или иным имуществом и нейтрализация которых относится к полномочиям указанных органов и организаций;
- разрабатывает самостоятельно и (или) во взаимодействии с федеральными органами исполнительной власти, органами исполнительной власти субъектов Российской Федерации, другими государственными органами и организациями меры по нейтрализации угроз национальной безопасности, возникающих в результате совершения операций (сделок) с денежными средствами или иным имуществом, и организует реализацию таких мер;
- ведет учёт организаций, осуществляющих операции (сделки) с денежными средствами или иным имуществом, и индивидуальных предпринимателей, в сфере деятельности которых отсутствуют надзорные органы;
- издаёт в соответствии с законодательством Российской Федерации постановления о приостановлении операций с денежными средствами или иным имуществом;
- разрабатывает и проводит мероприятия по предупреждению нарушений законодательства Российской Федерации о противодействии легализации (отмыванию) доходов, полученных преступным путём, и финансированию терроризма;
- проводит в целях осуществления контроля в установленной сфере деятельности анализ и прогнозирование состояния исполнения организациями, осуществляющими операции (сделки) с денежными средствами или иным имуществом, и индивидуальными предпринимателями требований законодательства Российской Федерации о противодействии легализации (отмыванию) доходов, полученных преступным путём, и финансированию терроризма;
- координирует в соответствии с законодательством Российской Федерации деятельность федеральных органов исполнительной власти, других государственных органов и организаций в установленной сфере деятельности;
- взаимодействует с Центральным банком Российской Федерации по вопросам, относящимся к установленной сфере деятельности;
- взаимодействует и осуществляет информационный обмен в соответствии с международными договорами Российской Федерации или на основе принципа взаимности с компетентными органами иностранных государств в установленной сфере деятельности;
- взаимодействует от имени Российской Федерации по вопросам, относящимся к установленной сфере деятельности, с международными организациями, органами государственной власти, организациями и гражданами иностранных государств;
- организует во взаимодействии с федеральными органами исполнительной власти, другими государственными органами и организациями, Центральным банком Российской Федерации и с участием организаций, осуществляющих операции (сделки) с денежными средствами или иным имуществом, регулярное проведение национальной оценки рисков совершения операций (сделок) в целях легализации (отмывания) доходов, полученных преступным путём, и финансирования терроризма;
- разрабатывает и утверждает:
  - методологические рекомендации по проведению национальной оценки рисков совершения операций (сделок) в целях легализации (отмывания) доходов, полученных преступным путём, и финансирования терроризма;
  - формы документов, необходимых для проведения национальной оценки рисков совершения операций (сделок) в целях легализации (отмывания) доходов, полученных преступным путём, и финансирования терроризма, а также рекомендации по их заполнению;
- размещает на своем официальном сайте в информационно-телекоммуникационной сети «Интернет» (далее — сеть «Интернет») доклад о результатах проведения национальной оценки рисков совершения операций (сделок) в целях легализации (отмывания) доходов, полученных преступным путём, и финансирования терроризма;
- разрабатывает и реализует во взаимодействии с федеральными органами исполнительной власти, другими государственными органами и организациями, а также с участием организаций, осуществляющих операции (сделки) с денежными средствами или иным имуществом, меры, направленные на нейтрализацию выявленных рисков совершения операций (сделок) в целях легализации (отмывания) доходов, полученных преступным путём, и финансирования терроризма;
- направляет информацию в правоохранительные органы при наличии достаточных оснований полагать, что операция (сделка) связана с легализацией (отмыванием) доходов, полученных преступным путём, или финансированием терроризма, а также предоставляет информацию по запросам правоохранительных органов в соответствии с федеральными законами;
- принимает в соответствии с законодательством Российской Федерации решение о запрете направления информации в иностранный налоговый орган и (или) иностранному налоговому агенту, уполномоченному иностранным налоговым органом на удержание иностранных налогов и сборов, и информирует о принятом решении организацию финансового рынка;
- размещает на своем официальном сайте в сети «Интернет» информацию об организациях и лицах, включённых в перечень организаций и физических лиц, в отношении которых имеются сведения об их причастности к экстремистской деятельности или терроризму;
- размещает на своем официальном сайте в сети «Интернет» в установленном им порядке решения Межведомственной комиссии по противодействию финансированию терроризма;
- сообщает в Министерство юстиции Российской Федерации или его территориальные органы по их запросу или по собственной инициативе о некоммерческой организации, в отношении которой имеются сведения, свидетельствующие о неполноте и (или) недостоверности полученной в установленном порядке информации об операциях (сделках) с денежными средствами или иным имуществом либо неисполнении ею требований законодательства Российской Федерации;
- предоставляет в целях противодействия коррупции определённым Президентом Российской Федерации должностным лицам имеющуюся информацию об операциях (сделках) с денежными средствами или иным имуществом, а также иную информацию, полученную в установленном порядке;
- разрабатывает и реализует во взаимодействии с федеральными органами исполнительной власти, другими государственными органами и организациями меры, направленные на профилактику преступлений, связанных с легализацией (отмыванием) доходов, полученных преступным путём, и финансированием терроризма;
- создаёт единую информационную систему в установленной сфере деятельности;
- формирует и ведет федеральную базу данных, а также обеспечивает методологическое единство и согласованное функционирование информационных систем в установленной сфере деятельности;
- обеспечивает соответствующий режим хранения и защиты полученной в процессе своей деятельности информации, составляющей государственную, служебную, банковскую, налоговую, коммерческую тайну, тайну связи, и иной конфиденциальной информации;
- участвует в разработке и реализации программ международного сотрудничества, подготовке и заключении международных договоров Российской Федерации, в том числе межведомственного характера, по вопросам, относящимся к установленной сфере деятельности;
- привлекает в установленном порядке и при условии соблюдения государственной и иной охраняемой законом тайны для проведения экспертиз, разработки программ обучения, методических материалов, программного и информационного обеспечения, создания информационных систем в сфере финансового мониторинга научные и иные организации, учёных и специалистов, в том числе на договорной основе;
- осуществляет закупки товаров, работ, услуг в установленной сфере деятельности в соответствии с законодательством Российской Федерации и иными нормативными правовыми актами о контрактной системе в сфере закупок товаров, работ, услуг для обеспечения государственных и муниципальных нужд;
- осуществляет функции главного распорядителя и получателя бюджетных ассигнований, предусматриваемых в федеральном бюджете Росфинмониторингу;
- организует и проводит проверки деятельности территориальных органов Росфинмониторинга;
- организует и (или) обеспечивает научную и научно-исследовательскую деятельность в области противодействия легализации (отмыванию) доходов, полученных преступным путём, и финансированию терроризма, а также подготовку кадров в этой области путём реализации основных профессиональных образовательных и дополнительных профессиональных программ;
- обеспечивает своевременное и в полном объёме рассмотрение обращений граждан, принятие по ним решений и направление им ответов в установленный законодательством Российской Федерации срок;
- обеспечивает мобилизационную подготовку в Росфинмониторинге;
- осуществляет организацию и ведение гражданской обороны в Росфинмониторинге;
- организует подготовку, профессиональную переподготовку и повышение квалификации федеральных государственных гражданских служащих Росфинмониторинга;
- осуществляет в соответствии с законодательством Российской Федерации работу по комплектованию, хранению, учёту и использованию архивных документов Росфинмониторинга;
- осуществляет иные полномочия в установленной сфере деятельности.
- В апреле 2018 года директор Росфинмониторинга Юрий Чиханчин, выступая на Евразийском антикоррупционном форуме, заявил, что российские власти проанализировали утечки из зарубежных офшорных регистраторов (в том числе «панамское досье» и «райское досье») и обнаружили незаконные финансовые операции на миллиарды рублей, к которым причастны тысячи россиян, в том числе «российских публичных должностных лиц, в том числе из губернаторского, депутатского корпуса, руководящего состава органов исполнительной власти»[3].

## Руководство
- В 2001—2007 годах руководителем Службы (ранее — Комитета) являлся Виктор Алексеевич Зубков.
- 14 сентября 2007 года в связи с назначением В. А. Зубкова председателем Правительства РФ руководителем службы был назначен (до 26 сентября 2007 года в статусе исполняющего обязанности) Олег Александрович Марков, занимавший до этого должность заместителя руководителя Службы.
- 22 мая 2008 года Распоряжением Правительства от № 725-р руководителем назначен Юрий Анатольевич Чиханчин, занимавший в 2002—2007 годах должность заместителя руководителя Росфинмониторинга (первого заместителя Председателя Комитета по финансовому мониторингу).

## Санкции
24 февраля 2023 года, из-за вторжения России на Украину, Росфинмониторинг был включен в санкционный список Канады как учреждение «причастное к продолжающемуся нарушению Россией суверенитета и территориальной целостности Украины». Также в санкционный список Канады и Украины был включен директор Росфинмониторинга Юрий Чиханчин.
1 апреля 2023 года Росфинмониторинг включён в санкционный список Украины и Новой Зеландии. 19 мая 2023 года Росфинмониторинг был включен в санкционный список Австралии.
18 декабря 2023 года Росфинмониторинг попал под санкции стран Евросоюза:.

С момента начавшейся агрессивной войны России против Украины в феврале 2022 года, Росфинмониторинг сотрудничает с Министерством обороны РФ в рамках проекта по банковскому и казначейскому сопровождению выполнения так называемого «Государственного оборонного заказа», который был введён после начала войны с целью милитаризации российской экономики. Росфинмониторинг постоянно вносит лица и организации, которые считаются критически настроенными по отношению к Кремлю, в реестр «террористов и экстремистов», включая журналистов и западные социальные медиа-платформы— «Официальный журнал Европейского союза», Брюссель, 18 декабря 2023 года